# Cuivienyarna
Il Cuivienyarna è un poema epico composto dallo scrittore inglese J. R. R. Tolkien, incluso nella serie de La storia della Terra di Mezzo.
Il poema, come molte altre opere di Tolkien, è una metaleggenda, ovvero una leggenda tradizionale elfica diffusa all'interno del mondo stesso da lui creato.
L'opera narra del risveglio dei primissimi elfi a Cuiviénen (da cui appunto il titolo dell'opera), una baia riparata di quello che allora era il Mare di Helcar, ed il cui nome significa Acqua del Risveglio, nelle regioni nord orientali della Terra di Mezzo, proprio appena Varda terminò la forgiatura del Valacirca, la falce dei Valar, una costellazione brillante che si staglia nel mezzo del cielo.
Secondo la tradizione noldorin, da cui deriva il poema, i primissimi elfi a svegliarsi furono sei: Imin, Tata ed Enel e rispettive compagne, i quali furono in seguito i progenitori delle future tre stirpi degli elfi. I nomi primigeni delle tre stirpi, prima della Grande Marcia, erano tre: la prima era quella dei minyar (dal quenya i primi), ovvero i seguaci di Imin, il primo elfo a risvegliarsi. Erano i meno numerosi e, in seguito, diedero origine alla stirpe dei vanyar. Erano caratterizzati dalla chioma bionda e dagli occhi e dalla pelle chiari. I tatyar (i secondi) erano invece al seguito di Tata, il secondo padre degli elfi. Molti di loro erano alti e avevano capelli neri ed occhi grigi e blu, e dalla loro tribù discese il lignaggio dei noldor e parte degli avari. Infine, la tribù più numerosa era costituita dai nelyar (i terzi), guidati dal terzo Elfo risvegliatosi a Cuiviénen, Enel, e la maggior parte di loro seguì Elwë nella Grande Marcia, assumendo il nome di teleri. Erano caratterizzati per lo più da capigliatura scura, ed occhi scuri o grigi, anche se non mancavano le eccezioni. Da quest'ultima e numerosa stirpe discesero, oltre che i teleri di Valinor, i nandor, i sindar e buona parte degli avari che rimasero nella Terra di Mezzo.